# Фаузі Шауші
Фаузі́ Шауші́ (араб. فوزي شاوشي; нар. 5 грудня 1984, Бордж Менаїель, Алжир) — алжирський футболіст, що виступає на позиції воротаря за клуб ЕС Сетіф. Гравець національної збірної Алжиру. Був одним з героїв у матчі плей-офф проти збірної Єгипту, коли збірна Алжиру здобула право виступати в фінальній частині чемпіонату світу 2010, перемігши суперників з рахунком 1-0.